# 德爾塔 (伊利諾伊州)
德爾塔（英語：Delta）是位於美國伊利諾伊州薩林縣的一個非建制地區。該地的面積和人口皆未知。

## 地理
德爾塔的座標為37°41′03″N 88°42′10″W / 37.68417°N 88.70278°W，而該地的平均海拔高度為129米（即423英尺）。